# You wa nanishini Nippon e ?
You wa nanishini Nippon e ? (Youは何しに日本へ？) aussi connu sous le titre Why did you come to Japan? est une émission de télévision japonaise dans laquelle des étrangers sont interviewés à leur arrivée à l’aéroport au Japon.

## Concept

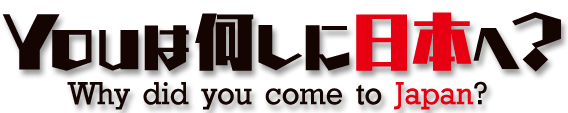
Logo de l'émission

Le tourisme au Japon est en forte hausse depuis 2011, mais que viennent faire les visiteurs étrangers au Japon ? Cette émission accueille des étrangers à l'aéroport (principalement l’aéroport de Narita) en leur demandant « Pourquoi venez-vous au Japon ? ».
L'émission est d'abord diffusée la nuit en janvier 2013. Rencontrant le succès, elle commence à être diffusée à une heure de grande écoute en avril 2013

## Scénario
Les étrangers répondent à diverses questions, on leur demande parfois de faire un jeu ou une démonstration : par exemple, du karaté, chanter, danser, marcher comme un mannequin, si cela est en rapport avec leur venue. Lorsque le sujet de leur visite au Japon semble intéressant au reporter, on leur demande de faire un reportage intime sur leur voyage. Par exemple, un PDG philippin participant à une cérémonie de francs-maçons.

## Présentateurs
L'émission est présentée par le duo comique owarai Bananaman (en) : Osamu Shitara et Yūki Himura.
Le narrateur est généralement le gaijin tarento d'origine nigériane Bobby Ologun (en), afin de renforcer l'aspect « étranger » de l'émission avec son accent prononcé

## Audience
- Audience maximum: 11,2 ％(2014)[2]
- Audience moyenne: 7,4 % (d'avril à septembre 2013), 9,2 ％ (d’octobre 2013 à mars 2014)[3].